# Puch Hem
Puch Hem, född 3 maj 1999, är en kambodjansk simmare.
Vid olympiska sommarspelen 2020 i Tokyo slutade Hem på 52:a plats på 50 meter frisim och blev utslagen i försöksheatet.